# تارا ویتن
تارا ویتن (انگلیسی: Tara Whitten؛ زادهٔ ۱۳ ژوئیهٔ ۱۹۸۰) دوچرخه‌سوار اهل کانادا است.
وی در مسابقات کشوری و بین‌المللی در مجموع برندهٔ ۵ مدال طلا، ۴ مدال نقره، ۴ مدال برنز شده‌است.